# Adelocera sparsus
Adelocera sparsus is een keversoort uit de familie van de kniptorren (Elateridae). De wetenschappelijke naam van de soort werd voor het eerst geldig gepubliceerd in 1874 door Ernest Candèze.